# 説教者

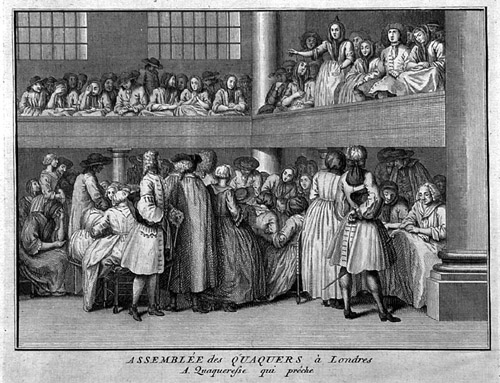
18世紀にロンドンの集会で説教するクエーカーの女性説教者

説教者（せっきょうしゃ、英: Preacher）もしくは説教師（せっきょうし）は、キリスト教の礼拝や伝道集会などで信徒に説教をする者。牧師や神父のような聖職者の資格を指すものではなく、またそれらの資格が要件でもないため、伝道師、伝道者、また一般信徒が説教師になる場合もある。説教を職業とする説教者を説教家という。
特にアメリカで、説教家はテレビやインターネットを通じて知名度を高め、多数の支持者を集めるようになった。数万人の聴衆に向けた集会が全国中継されたり、説話の内容が説教集として出版されることも多い。

## 世界の主な説教者
- アウグスティヌス
- アーブラハム・ア・ザンクタ・クラーラ
- マルチン・ルター
- ジャン・カルヴァン
- ジョージ・ホウィットフィールド
- ジョン・ウェスレー
- チャールズ・ウェスレー
- ウィリアム・ブース
- ジョナサン・エドワーズ
- チャールズ・ハッドン・スポルジョン
- オズワルド・チェンバーズ
- ドワイト・ライマン・ムーディー
- マーティン・ロイドジョンズ
- 趙鏞基

## 日本の主な説教者
- 海老名弾正
- 植村正久
- 内村鑑三
- 中田重治
- 山室軍平
- 高倉徳太郎
- 渡辺善太
- 井出定治
- 本田弘慈
- 尾山令仁
- 加藤常昭
- 滝元明
- 有賀喜一
- 遠藤嘉信